# Formula 2 giapponese 1981
La stagione 1981 della Formula 2 giapponese fu corsa su 5 gare. La serie venne vinta dal pilota nipponico Satoru Nakajima su Ralt e su March, entrambe motorizzate dalla Honda.

## La pre-stagione

### Calendario
| Gara | Nome                 | Circuito           | Giri | Lunghezza       | Data         |
| ---- | -------------------- | ------------------ | ---- | --------------- | ------------ |
| 1    | Big 2&4 Race         | Circuito di Suzuka | 30   | 30x6,000=180 km | 8 marzo      |
| 2    | Suzuka Formula Japan | Circuito di Suzuka | 30   | 30x6,000=180 km | 31 maggio    |
| 3    | Suzuka Golden Trophy | Circuito di Suzuka | 30   | 30x6,000=180 km | 4 luglio     |
| 4    | Great 20 Racers      | Circuito di Suzuka | 30   | 30x6,000=180 km | 27 settembre |
| 5    | JAF Suzuka GP        | Circuito di Suzuka | 35   | 35x6,000=210 km | 1º novembre  |

- Tutte le corse sono disputate in Giappone.

## Piloti e team
| Team                        | Telaio                         | Nr.  | Pilota              | Gare  |
| --------------------------- | ------------------------------ | ---- | ------------------- | ----- |
| Hachimonjiya Speed Box Team | March 802-BMW                  | 2    | Rod Dougall         | 1     |
| Hachimonjiya Speed Box Team | March 802-BMW                  | 2    | Stefan Johansson    | 2     |
| Speed Star Wheel Racing     | March 802-BMW                  | 2    | Roberto Guerrero    | 3     |
| Speed Star Wheel Racing     | March 812-BMW                  | 5    | Naohiro Fujita      | Tutte |
| Speed Star Wheel Racing     | March 802-BMW                  | 6    | Naoki Nagasaka      | 1     |
| Speed Star Wheel Racing     | March 802-BMW                  | 6    | Motoharu Kurosawa   | 2-5   |
| Team Equip                  | Maurer MM81-BMW                | 2    | Eje Elgh            | 5     |
| Team Equip                  | March 802-BMW                  | 20   | Tsunehisa Asai      | Tutte |
| Heroes Racing Corporation   | Lola T850-BMW                  | 3    | Kazuyoshi Hoshino   | Tutte |
| Walter Wolf Racing Japan    | March 802-BMW                  | 7    | Teo Fabi            | 1     |
| Walter Wolf Racing Japan    | March 802-BMW                  | 7    | Thierry Boutsen     | 2     |
| Walter Wolf Racing Japan    | March 802-BMW                  | 7    | Stefan Johansson    | 3     |
| Racing Mate Project Team    | March 802-BMW                  | 7    | Eje Elgh            | 4     |
| Racing Mate Project Team    | March 802-BMW                  | 7    | Stefan Johansson    | 5     |
| Racing Mate Project Team    | March 812-BMW                  | 9/10 | Thierry Boutsen     | 4-5   |
| DHL Team Le Mans            | March 802-BMW                  | 8    | Keiji Matsumoto     | Tutte |
| Unico Racing                | AGS JH18-BMW                   | 10   | Philippe Streiff    | 5     |
| Tomy Racing Team            | March 802-BMW                  | 11   | Masahiro Hasemi     | Tutte |
| Ralt Racing Ltd.            | Ralt H6/81-Hart                | 14   | Geoff Lees          | 5     |
| Ralt Racing Ltd.            | Ralt H6/81-Hart                | 15   | Mike Thackwell      | 5     |
| KK Super Sport              | March 812-BMW                  | 16   | Mike Thackwell      | 4     |
|                             | March 782-BMW                  | 23   | Richard Geck        |       |
| Tomei Jidousya              | March 802-BMW                  | 24   | Keiji Takahashi     | Tutte |
| Suzuki Racing               | Toleman TG280-Hart             | 25   | Kunimitsu Takahashi | Tutte |
| Suzuki Racing               | Toleman TG280-Hart             | 26   | Huub Rothengatter   | 4     |
| Suzuki Racing               | Toleman TG280-Hart             | 26   | Kenny Acheson       | 5     |
| I&I Racing Developments     | Ralt RT2-Honda March 812-Honda | 37   | Satoru Nakajima     | Tutte |
| Ogura Racing                | March 782-BMW                  | 66   | Yoshiyuki Ogura     | Tutte |

## Risultati e classifiche

### Risultati
| Gara | Circuito | Tempo      | Velocità    | Pole position     | GPV             | Vincitore         | Vettura     |
| ---- | -------- | ---------- | ----------- | ----------------- | --------------- | ----------------- | ----------- |
| 1    | Suzuka   | 56:59.24   | 189,52 km/h | Keiji Matsumoto   | Teo Fabi        | Keiji Matsumoto   | March-BMW   |
| 2    | Suzuka   | 58:24.74   | 184,89 km/h | Kazuyoshi Hoshino | Naohiro Fujita  | Naohiro Fujita    | March-BMW   |
| 3    | Suzuka   | 59:04.34   | 182,83 km/h | Kazuyoshi Hoshino | Keiji Matsumoto | Kazuyoshi Hoshino | Lola-BMW    |
| 4    | Suzuka   | 57:46.84   | 186,91 km/h | Keiji Matsumoto   | Satoru Nakajima | Satoru Nakajima   | March-Honda |
| 5    | Suzuka   | 1'06:32.46 | 189,36 km/h | Eje Elgh          | Thierry Boutsen | Satoru Nakajima   | March-Honda |

### Classifica piloti
I punti sono assegnati secondo lo schema seguente:
| Sistema di punteggio | Sistema di punteggio | Sistema di punteggio | Sistema di punteggio | Sistema di punteggio | Sistema di punteggio | Sistema di punteggio | Sistema di punteggio | Sistema di punteggio | Sistema di punteggio | Sistema di punteggio |
| Posizione            | 1º                   | 2º                   | 3º                   | 4º                   | 5º                   | 6º                   | 7º                   | 8º                   | 9º                   | 10º                  |
| -------------------- | -------------------- | -------------------- | -------------------- | -------------------- | -------------------- | -------------------- | -------------------- | -------------------- | -------------------- | -------------------- |
| Punti                | 20                   | 15                   | 12                   | 10                   | 8                    | 6                    | 4                    | 3                    | 2                    | 1                    |

Contano tutti i risultati.
| Pos | Pilota              | 2&4 | SFJ | SGT | GRT | SUZ | Punti |
| --- | ------------------- | --- | --- | --- | --- | --- | ----- |
| 1   | Satoru Nakajima     | 3   | 2   | 3   | 1   | 1   | 79    |
| 2   | Kazuyoshi Hoshino   | 2   | 10  | 1   | 3   | Rit | 48    |
| 3   | Naohiro Fujita      | 6   | 1   | 5   | 5   | Rit | 42    |
| 4   | Keiji Matsumoto     | 1   | 11  | 2   | 9   | Rit | 37    |
| 5   | Stefan Johansson    |     | 5   | 4   |     | 3   | 30    |
| 6   | Kenji Takahashi     | Rit | 9   | 8   | 2   | 6   | 29    |
| 7   | Thierry Boutsen     |     | 7   | 6   |     | 2   | 25    |
| 8   | Kunimitsu Takahashi | 5   | 4   | 10  | 10  | 8   | 23    |
| 9   | Masahiro Hasemi     | 7   | Rit | 7   | 4   | 7   | 22    |
| 10  | Motoharu Kurosawa   |     | 6   | 9   | 8   | 5   | 22    |
| 11  | Tsunehisa Asai      | Rit | 3   | Rit | 6   | 12  | 18    |
| 12  | Teo Fabi            | 4   |     |     |     |     | 10    |
| 12  | Geoff Lees          |     |     |     |     | 4   | 10    |
| 14  | Eje Elgh            |     |     |     | 7   | 9   | 6     |
| 15  | Yoshiyuki Ogura     | Rit | 8   | Rit | Rit | Rit | 3     |
| 16  | Mike Thackwell      |     |     | 11  |     | 10  | 1     |
| 17  | Philippe Streiff    |     |     |     |     | 11  | 0     |
|     | Naoki Nagasaka      | Rit |     |     |     |     | -     |
|     | Huub Rothengatter   |     |     |     | Rit |     | -     |
|     | Kenny Acheson       |     |     |     |     | Rit | -     |
|     | Rod Dougall         | NP  |     |     |     |     | -     |
|     | Roberto Guerrero    |     |     | NP  |     |     | -     |
| Pos | Pilota              | 2&4 | SFJ | SGT | GRT | SUZ | Punti |

| Colore  | Risultato             |
| ------- | --------------------- |
| Oro     | Vincitore             |
| Argento | 2º posto              |
| Bronzo  | 3º posto              |
| Verde   | Finito a punti        |
| Blu     | Finito senza punti    |
| Viola   | Ritirato (Rit)        |
| Viola   | Non classificato (NC) |
| Rosso   | Non qualificato (NQ)  |
| Nero    | Squalificato (SQ)     |
| Bianco  | Non partito (NP)      |
| Bianco  | Non ha gareggiato     |
| Bianco  | Infortunato (INF)     |
| Bianco  | Escluso (ES)          |
| Bianco  | Gara cancellata (C)   |